# Polskie Centrum Badań i Certyfikacji
Polskie Centrum Badań i Certyfikacji S.A. (PCBC) – jednostka badawcza i certyfikująca. Prowadzi działalność w zakresie certyfikacji systemów zarządzania, badania i certyfikacji wyrobów oraz szkolenia. PCBC S.A. posiada status jednostki notyfikowanej o numerze 1434, nadanym przez Komisję Europejską w zakresie wyrobów medycznych, Rozporządzenia Parlamentu Europejskiego i Rady nr 305/2011 oraz Rozporządzenia (UE) 
2019/1009  dotyczącego produktów nawozowych. Posiada akredytację Polskiego Centruk Akredytacji w zakresie działalności badawczej, certyfikującej i szkoleniowej.
Bada produkty i audytuje systemy zarządzania pod kątem jakości oraz zgodności ze standardami i normami krajowymi i międzynarodowymi. Biuro główne PCBC S.A. mieści się w Warszawie, a oddziały firmy są zlokalizowane w Gdańsku, w Gdyni i w Pile.

## Historia
Historia Polskiego Centrum Badań i Certyfikacji sięga 8 listopada 1958. W tym dniu przyjęto uchwałę Rady Ministrów w sprawie oznaczania wyrobów znakiem jakości. Na mocy tej uchwały 1 stycznia 1959 roku przy Polskim Komitecie Normalizacyjnym została powołana pierwsza w Polsce organizacja zajmująca się problematyką jakości – Biuro Znaku Jakości przekształcone następnie w Centralne Biuro Jakości Wyrobów. Kontynuatorem tych tradycji jest obecne Polskie Centrum Badań i Certyfikacji S.A. Kalendarium ilustruje najważniejsze wydarzenia z historii instytucji.
W 1965 r. powołany zostaje Centralny Urząd Jakości i Miar (CUJiM). W 1972 r. CUJiM zostaje rozwiązany, a Biuro Znaku Jakości jest od tego momentu podporządkowane ministrowi handlu wewnętrznego. W tym samym czasie Powstaje Polski Komitet Normalizacji i Miar. W 1974 Biuro Znaku Jakości zostaje zmodyfikowane w Centralne Biuro Jakości Wyrobów (CBJW). W roku 1977 CBJW zostaje podporządkowane Polskiemu Komitetowi Miar i Jakości. W 1984 roku Rada Ministrów określa zasady przyznawania producentom prawa do oznaczania wyrobów państwowymi znakami jakości „Q”, „1” oraz znakiem bezpieczeństwa „B”. Zarządzenie ministra finansów zobowiązuje producentów do opłat na rzecz CBJW za przyznawanie znaków. Uznaje się to za początki samodzielności finansowej biura. W roku 1994 CBJW zostaje przekształcone w Polskie Centrum Badań i Certyfikacji, podległe prezesowi Rady Ministrów. 2003 roku na bazie PCBC powstaje spółka Skarbu Państwa – Polskie Centrum Badań i Certyfikacji S.A., której pierwszym Prezesem Zarządu zostaje Wojciech Henrykowski. W 2004 r, po wejściu Polski do Unii Europejskiej, PCBC S.A. uzyskuje notyfikację jako jednostka certyfikująca wyroby w obszarze 8 dyrektyw. W 2015 roku PCBC S.A. zostaje wpisane na listę spółek, które są szczególnie istotne dla gospodarki państwa.

## Działalność
Polskie Centrum Badań i Certyfikacji S.A. (PCBC S.A.) prowadzi działalność w zakresie:
Certyfikacji systemów zarządzania
PCBC prowadzi usługi w zakresie certyfikacji: AQAP, ISO 37001:2016, PN-EN ISO 9001, PN-EN ISO 50001, PN-EN ISO 14001, PN-EN ISO 13485, PN-ISO/IEC 27001, PN-ISO/IEC 20000-1, PN-EN 14065, PN-EN ISO 22000, PN-ISO 45001, Kryteria WSK.
Certyfikacji wyrobów
PCBC prowadzi certyfikacje wyrobów w zakresie grup produktów: rolnictwo ekologiczne, produkty nawozowe, środki wspomagające uprawę roślin, kosmetyki, wyroby chemiczne, wyroby budowlane, wyroby medyczne, zabawki i wyroby spożywcze.
Przykładowe znaki jakości oferowane przez Polskie Centrum Badań i Certyfikacji:Wspólnotowe oznakowanie rolnictwa ekologicznego, Oznakowanie ekologiczne EU Ecolabel, Certyfikowany kosmetyk naturalny EKO, Znak ekologiczny EKO, Oznakowanie CE dla wyrobów medycznych i produktów nawozowych, Znak Jakości Q, Znak Jakość Tradycja, Znak Zgodności z Polską Normą.
Badania wyrobów
Badania wyrobów w PCBC S.A przeprowadzane są w 2 placówkach badawczych: laboratorium wyrobów budowlanych, laboratorium nawozów i wyrobów chemicznych.

## Działalność i partnerstwo w obszarze międzynarodowym
PCBC S.A. współpracuje z pokrewnymi instytucjami działającymi w Europie i na świecie. Polska jednostka badawcza jest członkiem Międzynarodowej Sieci Jednostek Certyfikujących IQNet (International Certification Network). PCBC reprezentuje Polskę w Komitecie Unii Europejskiej ds. Oznakowania Ekologicznego EUEB (European Union Ecolabelling Board). PCBC S.A. otrzymało także status jednostki notyfikowanej o numerze 1434, przyznanym przez Komisję Europejską.

## Struktura Polskiego Centrum Badań i Certyfikacji S.A.
Zarząd PCBC S.A.:
Prezes – Aleksandra Kostrzewa
Biuro Główne Polskiego Centrum Badań i Certyfikacji S.A w Warszawie obejmuje: Biuro Zarządu i Obsługi Korporacyjnej, Biuro Certyfikacji Systemów Zarządzania, Biuro Certyfikacji Wyrobów, Biuro Certyfikacji Wyrobów Medycznych,  Biuro Marketingu i Szkoleń, Biuro Sprzedaży i Obsługi Klienta, Biuro Strategii,Rozwoju i Inwestycji.
PCBC posiada również Biura w Gdańsku, w Gdyni i w Pile.
W Gdyni mieści się Biuro Certyfikacji Wyrobów Budowlanych.
W Gdańsku mieści się Laboratorium Wyrobów Budowlanych.
W Pile mieści się Biuro Certyfikacji Wyrobów Rolno-Spożywczych oraz Laboratorium Nawozów i Wyrobów Chemicznych.